# Morinda reticulata
Morinda reticulata är en måreväxtart som beskrevs av George Bentham. Morinda reticulata ingår i släktet Morinda och familjen måreväxter. Inga underarter finns listade i Catalogue of Life.